# کارل کینن سیفرت
 کارل کینن سیفرت (انگلیسی: Carl Keenan Seyfert؛ ۱۱ فوریهٔ ۱۹۱۱ – ۱۳ ژوئن ۱۹۶۰) یک ستاره‌شناس اهل ایالات متحده آمریکا بود.